# Salina (obwód lwowski)
Salina – miejscowość oraz kopalnia soli blisko Lacka pod Dobromilem.
W ostatnich dniach czerwca 1941 roku, po rozpoczęciu niemieckiej inwazji na ZSRR, funkcjonariusze NKWD dokonali w Salinie masowego mordu na ukraińskich i polskich więźniach politycznych, których przywieziono z pobliskiego Dobromila oraz z Przemyśla. Więźniów rozstrzeliwano lub zabijano młotami, a ich ciała wrzucano do nieczynnego szybu lub zakopywano w wykopanym nieopodal masowym grobie. Ofiarą masakry padło około 500–1000 osób. Niemcy i ukraińscy milicjanci zmusili później miejscowych Żydów do pracy przy ekshumacji ofiar, po czym rozstrzelali ich, a zwłoki wrzucili do szybu.
Zbrodnia NKWD została upamiętniona przez władze rejonowe Starego Sambora pomnikiem, przy którym 26 czerwca 2011 odbyły się obchody 70. rocznicy tego wydarzenia. Wśród uczestników uroczystości oprócz polskich i ukraińskich gości, znaleźli się także nacjonaliści ukraińscy, którzy przybyli tutaj z flagami OUN-B i UPA.